# Lahetaguse
Lahetaguse (Duits: Lahhetagge of Lahhentagge) is een plaats in de Estlandse gemeente Saaremaa, provincie Saaremaa. De plaats heeft de status van dorp (Estisch: küla) en telt 45 inwoners (2021).
Tot in oktober 2017 behoorde Lahetaguse tot de gemeente Salme en sindsdien tot de fusiegemeente Saaremaa.
Het dorp ligt aan de westkust van het eiland Saaremaa aan een baai met de naam Lahetaguse laht (Baai van Lahetaguse).

## Geschiedenis
In 1571 werd het landgoed Lahetaguse gesticht. Vanaf het begin van de 17e eeuw tot in 1785 behoorde het toe aan de familie von Bellingshausen. Daarna was het achtereenvolgens in handen van de families von Luce, von Hahn en (vanaf het midden van de 19e eeuw tot in 1919) von Wolff. De laatste eigenaar tot het landgoed in 1919 door het onafhankelijk geworden Estland werd onteigend, was Georg von Wolff.
Geen enkel gebouw van het landgoed is bewaard gebleven. Wel staat op de plaats waar vroeger het hoofdgebouw stond, een gedenksteen voor de ontdekkingsreiziger Fabian Gottlieb von Bellingshausen, die daar geboren is.
In de jaren twintig van de 20e eeuw ontstond een nederzetting op het voormalige landgoed. In 1945 werd de nederzetting opgesplitst in twee dorpen: Lahetaguse en Vana-Lahetaguse, noordoostelijk van Lahetaguse.

## Geboren in Lahetaguse
- Fabian Gottlieb von Bellingshausen (1778-1852), marineofficier en ontdekkingsreiziger